# 채옹

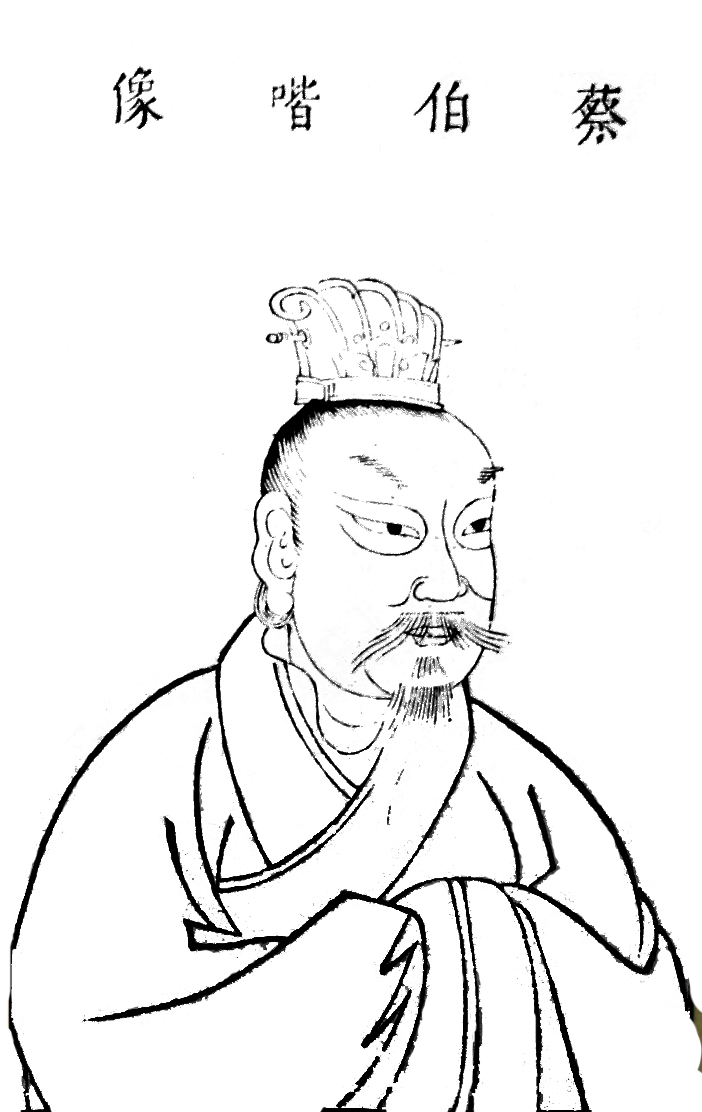
채옹

채옹(蔡邕, 133년 ~ 192년)은 후한 말기의 학자로, 자는 백개(伯喈)이며 연주 진류군 어현(圉縣) 사람이다. 전한의 개국공신 채인의 14세손으로, 학문과 글씨에 뛰어난 재주를 가져 명성이 높았다. 서예의 기법인 영자팔법의 고안자라고도 알려져 있다. 훗날 서진 초의 명장 양호의 외할아버지이기도 하다. 또 방계 증손자로 채표(蔡豹，字士宣) 등이 있다.

## 생애
175년 3월, 영제는 유학자들에게 5경의 문자를 바로잡고 그 내용을 당시 의랑(議郞)이었던 채옹에게 고문(古文), 전서, 예서 세가지 글씨로 옮겨쓰게 한 다음 석공에게 그 글씨를 새긴 비석을 세우도록 했다. 비석이 처음 세워졌을 때 채옹의 글씨를 보기 위해 몰려든 사람들이 거리에 가득했다고 한다.
이해 채옹은 관직에 있는 인척끼리 서로 결탁하는 것을 막기 위해 만들어진 삼호법(三互法) 때문에 유주와 기주에서 관리가 없어도 쉽게 등용하지 못하자, 규제에 구애받지 말고 인재를 뽑을 것을 청했으나 받아들여지지 않았다.
178년 7월 푸른 무지개가 궁궐에 나타나자 조정에서는 불길하게 여기고 신하들에게 같은 일이 일어나지 않게 할 대책을 말하게 했다. 이때 채옹은 환관인 중상시(中常侍) 정황(程璜)과 태후궁의 곽옥(霍玉) 등을 물리치고 어진 인재를 등용할 것을 건의하였다. 그러나 다른 환관 조절이 채옹의 글을 보고 정황에게 내용을 알려 주었다. 이 때문에 앙심을 품은 정황은 채옹을 모함하여 내쫓을 궁리를 했다.
마침 채옹의 숙부인 위위 채질(蔡質)이 정황의 양녀와 결혼한 양구(陽球)와 사이가 나빴기에 정황은 두 사람을 한꺼번에 모함하여 옥에 갇히게 하고, 계속 영제에게 아뢰어 처형하려 했다. 그러나 또다른 중상시 여강(呂强)이 채옹의 구명을 위해 애썼기 때문에 머리를 깎인 채 삭방에 귀양가는 것으로 그쳤다. 이에 만족하지 못한 양구는 자객을 보내고 현지 관리에게 뇌물을 주어 채옹을 암살하려 했다. 그러나 자객과 관리가 모두 거절하는 바람에 무사할 수 있었다. 한편 여강은 179년에 상소를 올려 채옹을 다시 등용할 것을 청했으나 영제는 받아들이지 않았다. 이후 사면령이 내려져 귀양살이를 끝냈으나 오원태수 왕지(王智)가 채옹이 조정을 비방했다고 모함하는 바람에 동탁이 부를 때까지 계속 거주지를 옮기며 도망다녀야 했다.
189년, 하진이 죽은 후 무력으로 정권을 잡은 동탁은 채옹의 높은 명성을 듣고 조정으로 불러들였다. 채옹은 병을 핑계삼아 응하지 않았으나, 화가 난 동탁이 채옹의 집안을 멸족시키겠다고 협박하여 어쩔 수 없이 관직에 나아갔다. 동탁은 채옹을 극진히 대접하면서 3일 동안 수차례의 고속 승진을 시켜 시중(侍中)으로 임명하였다. 이후 좌중랑장(左中郞將)이 되고 고양향후(高陽侯)에 봉해졌다.
동탁은, 소제를 폐하고 진류왕(헌제)을 세울 뜻을 내비쳤다. 노식이 면전에서 반대하자 동탁은 노식을 죽이려 했다. 그러나 당시 갓 등용되어 동탁의 신임을 받고 있던 채옹이 노식의 서찰을 받고 곧바로 조정으로 달려와 간한 덕분에 벼슬에서 쫓겨나는 것으로 그쳤다.
190년 채옹은 화제의 묘호인 목종(穆宗), 안제의 묘호 공종(恭宗), 순제의 묘호 경종(敬宗), 환제의 묘호 위종(威宗)을 모두 없애자고 건의하였으며, 이것이 받아들여져 그대로 시행되었다. 191년 동탁의 부하들이 동탁을 태공망 여상에 비하며 상보(尙父)로 추대하려 하자 채옹은 반동탁 연합군이 진압되고 낙양으로 환도한 후에 실행할 것을 건의하여 이 일은 중단되었다.
192년 왕윤이 동탁을 죽였을 때 왕윤과 같은 자리에 있던 채옹은 동탁의 죽음을 탄식하였다. 이를 노엽게 여긴 왕윤은 채옹을 죽이려 했다. 채옹은 자신의 잘못을 인정하면서도 한나라 역사를 저술할 것을 원하였고, 왕윤의 고집을 경계한 상서복야 사손서와 태위 마일제를 비롯한 대부분의 신하들도 채옹을 구제하려 했으나 왕윤은 듣지 않고 끝내 채옹을 죽게 했다.

## 《삼국지연의》 속 채옹
삼국지연의에서는 동탁이 채옹을 등용한 것이 이유의 머리에서 나온 것으로 서술하였다. 왕윤이 동탁과 그 일족들을 죽이고 재산을 몰수한 다음 시체를 저자에 버린 후 동탁의 시체 앞에서 곡하여 잡혀 왔고, 왕윤의 명령에 의해 감옥에서 목이 졸려 죽었다고 하였다.

## 같이 보기
- 삼국지 인물 목록